# Valehouse Reservoir
Valehouse Reservoir är en reservoar i Storbritannien. Den ligger i riksdelen England, i den centrala delen av landet. Valehouse Reservoir ligger 160 meter över havet. Arean är 0,20 kvadratkilometer. Den högsta punkten i närheten är 432 meter över havet, 1,3 km norr om Valehouse Reservoir. I omgivningarna runt Valehouse Reservoir växer i huvudsak hed. Den sträcker sig 0,7 kilometer i nord-sydlig riktning, och 1,1 kilometer i öst-västlig riktning.